# Anton Kippenberg
Anton Hermann Friedrich Kippenberg (Brême, 22 mai 1874 – Lucerne, 21 septembre 1950) est un important éditeur allemand, collectionneur de documents concernant Goethe. De 1905 à 1950, il dirige les éditions Insel Verlag.

## Biographie

### Formation
Kippenberg passe son enfance et sa jeunesse à Brême, en compagnie de neuf frères et sœurs. Son père August Kippenberg (de) et sa mère Johanne Kippenberg (de) sont les fondateurs et directeurs de grandes institutions d'enseignement de la ville. Après avoir terminé ses études secondaires, Kippenberg commence en 1890 son apprentissage à la librairie Eduard Hampe.
Après son apprentissage, il continue sa formation à Lausanne dans une librairie de référence. C'est là qu'il écrit son premier article pour le Weser-Zeitung et achète la dernière édition Sabatier du Faust de Goethe, posant ainsi inconsciemment la base de sa future collection.
En 1894 il quitte Lausanne pour effectuer un court voyage en Italie du Nord, puis fait un stage de trois mois à la librairie K. F. Köhler à Leipzig. Un an plus tard, il commence son année de service militaire à Brême et cherche à repartir à l'étranger. Ce projet n'aboutit pas, car il reçoit une proposition de l'éditeur scientifique de Leipzig Wilhelm Engelmann, qui lui propose de prendre en charge son réseau de distributeurs. Il accepte cette proposition, qui lui permet de remettre un pied dans l'ancienne capitale de l'édition. Il y travaille 18 mois avant d'entrer à l'Université de Leipzig en 1898.
Il y étudie la germanistique et, comme disciplines secondaires, l'histoire de la musique, les langues romanes et l'esthétique. Il continue aussi à travailler pour Wilhelm Engelmann, qu'il ne quitte qu'en 1905 pour diriger Insel-Verlag. Durant cette période, les futurs éditeurs nouent les premiers contacts avec l'imprimerie H. F. Jütte, qui devait plus tard produire les images en quadrichromie de très haute qualité de la collection Insel-Bücherei (de).
À l'été 1901, il soumet sa thèse de doctorat sur Die Sage vom Herzog von Luxemburg (la légende du duc de Luxembourg) et termine ses études universitaires avec le titre de « Doctor Philosophiae et Magister Artium ».

### Kippenberg et Insel-Verlag
Lorsqu'on lui offre la direction d'Insel-Verlag, fondée 6 ans auparavant, il n'hésite pas, car il souhaite depuis longtemps déjà passer à l'édition artistique et littéraire. Il en prend la direction avec Carl Ernst Poeschel (de), dont il a fait la connaissance en 1902. La même année, il épouse Katharina von Düring (de) (1876–1947), qu'il a rencontrée à une réunion de la Société Goethe à Weimar. Elle devient sa plus fidèle collaboratrice, en même temps que traductrice et éditrice.
En 1906, Carl Ernst Poeschel (de) démissionne d'Insel-Verlag, dont Kippenberg reste le seul directeur et qui devient au cours des années suivantes un des principaux éditeurs littéraires d'Allemagne. Il définit également les orientations principales de la maison : les œuvres de Goethe et de Rilke devaient en former la base. Parmi les autres auteurs, on trouve Stefan Zweig, Nietzsche, Alfred Mombert, Ricarda Huch, Hugo von Hofmannsthal, Boccace et Rudolf Alexander Schröder. L'origine du succès de Kippenberg est son sens de la qualité littéraire, des goûts du lectorat, ainsi que sa souplesse commerciale et la production de textes soignés, dans des éditions adaptées à l'esprit du temps.
En 1909 il publie le Volks-Goethe édité par Erich Schmidt. En 1912 il fonde la collection Insel-Bücherei (de), de renommée mondiale. L'année suivante, il publie le premier catalogue de la collection Kippenberg. Pendant la Première Guerre mondiale, il publie sur le front le journal de la 4e armée.
Il consacre entièrement les deux décennies suivantes à son travail d'éditeur. Il est de son propre aveu dès 1924 un fervent antisémite et il est nommé en 1933 vice-président de la Société Goethe pour sa mise au pas (Gleichschaltung). Le bâtiment principal d'Insel-Verlag est détruit lors d'un bombardement en décembre 1943. Un an plus tard, sa maison personnelle de Gohlis, depuis laquelle il poursuivait son travail d'éditeur, est également bombardée. Avant l'approche des troupes russes, il est capable de convaincre les Américains de l'importance de sa collection Goethe, qui a été mise à l'abri en Thuringe et en Saxe. Les Américains rassemblent ces œuvres à Marbourg, au Marburg Central Collecting Point (de). Aujourd'hui encore, elles constituent la plus importante collection sur Goethe du Musée Goethe de Düsseldorf.
Kippenberg s'est aussi illustré comme auteur, notamment de Schüttelreim publiés sous le pseudonyme anagramme de Benno Papentrigk. Ses archives se trouvent à la Deutsches Literaturarchiv de Marbach.

### Œuvres
- (de) Die Sage vom Herzog von Luxemburg und die geschichtliche Persönlichkeit ihres Trägers. Dissertation, Leipzig 1901
- (de) sous le pseudonyme de Benno Papentrigk : Schüttelreime. Insel-Verlag, Leipzig 1939 (1942: Insel-Bücherei Nr. 219/3)
- (de) Geschichten aus einer alten Hansestadt. Insel-Verlag, Leipzig 1941